# Moksha (jainismo)
La palabra sánscrita mokṣa (en letra AITS, मोक्ष) o la palabra prácrita mokkha (en letra AITS, मोक्ख) significa ‘liberación’, ‘salvación’ o ‘emancipación’ del alma. Es un estado de éxtasis de un alma que está completamente libre de las ataduras del karma y del samsara, el ciclo del nacimiento y la muerte. Un alma así liberada ha alcanzado su verdadera naturaleza de gozo infinito, conocimiento infinito y percepción infinita. Un alma que alcanza ese estado es llamada siddha y es considerada un alma suprema.
En el jainismo este estado es el objetivo más elevado y noble que una persona debe aspirar a alcanzar. De hecho es el único objetivo que una persona debería tener, pues otros objetivos son contrarios a la verdadera naturaleza del alma. Con un correcto conocimiento, fe y esfuerzo todas las almas pueden obtener dicho estado. El jainismo es también conocido como moksha-marga o ‘camino a la liberación’.

## Concepto
El concepto del moksha presupone la existencia de almas infinitas y eternas que son por sí solas las que realizan y disfrutan sus acciones y de las que son responsables.
Todas las almas están enredadas en las actividades mundanas, atadas a sus karmas desde los inicios de los tiempos reencarnándose y transmirando de una existencia a otra. Según el jainismo todas las almas pueden poner fin a este ciclo repetido de nacimientos y muertes obteniendo una liberación.

### Bhavyatā
Desde el punto de vista del potencial de obtener el moksha, los textos jainas dividen las almas en dos categorías: bhavia y abhavia. Las almas bhavia son aquellas que tienen fe en el moksha, y por tanto harán algunos esfuerzos para obtener las liberación del alma.
Esta cualidad se llama bhaviatā.
Pese a todo, el bhaviatá por sí solo no garantiza el moksha por la necesidad del alma de realizar esfuerzos para obtener este estado.

### Individualidad de las almas
Los jainas defienden el concepto de la individualidad de las almas, incluso después de la liberación. Hay infinitos seres vivos que han logrado el moksha y esas almas siguen manteniendo cualidades distintivas tras el moksha. Así, existen infinitos siddhas, almas liberadas, que viven en ese estado de éxtasis.

### Siddhasila
Siddhasila es según la cosmología jainista el lugar en el que los siddhas o almas liberadas permanecen. Este lugar está en la cúspide del universo.

### Vida humana
La liberación o moksha solo puede obtenerse en forma humana. Todos los seres deben reencarnarse en humanos y practicar la fe, el conocimiento y las conductas correctas para lograr la liberación. Según el jainismo, el nacimiento humano es raro e inestimable por lo que uno debe tomar decisiones sabias.

## Obtención del moksha

### Samyaktva
Según el jainismo,
la samiak-twá (‘la calidad de lo igual’, la capacidad de percibir todo como igual),
samyak-dársana (‘visión igualitaria’, ver a todas las almas como iguales, percepción racional),
samyak-gñana (conocimiento racional) y samiak-charitra (conducta racional)
―conocidas en conjunto como ratna-traia (las ‘tres gemas’ del jainismo)― constituyen el verdadero dharma. Todo ello constituye el moksha-marga (‘sendero de liberación’).

### Kevala-gñana
El kevala-gñana es el máximo grado de conocimiento trascendental que puede obtener un alma samiak-dristi (‘que ve a todos por igual’). También significa conocimiento absoluto, omnisciencia o iluminación. El kevala es un estado de aislamiento del alma (yiva) alcanzado a través de prácticas ascéticas que deshacen los últimos residuos del karma, liberándose así de las ataduras del círculo de muerte y nacimiento.
La persona que ha obtenido el kevala-gñana es llamado kevali o también yina (‘vencedor’) o arjat (‘digno de adoración’, ‘venerable’) y es tratado como un dios por las jainas.

## Nirvana y moksha
Frecuentemente los textos jainas emplean los términos nirvana y moksha de manera intercambiable.